# لويز لينكولن كير
لويز لينكولن كير (بالإنجليزية: Louise Lincoln Kerr)‏ هي ملحنة أمريكية، ولدت في 24 أبريل 1892 في كليفلاند في الولايات المتحدة، وتوفيت في 10 ديسمبر 1977 في كوتنوود في الولايات المتحدة.

## وصلات خارجية
- لويز لينكولن كير على موقع ميوزك برينز (الإنجليزية)